# Stenopausa elongatissima
Stenopausa elongatissima là một loài bọ cánh cứng trong họ Cerambycidae.